# Пэйн, Берт
С. Бе́ртрам «Берт» Пэйн (англ. C. Bertram "Bert" Payne; 17 июля 1909, Чикаго, Иллинойс — 19 мая 1998, Дулут, Миннесота) — американский кёрлингист.
В составе мужской сборной США участник и бронзовый призёр чемпионата мира 1964. Чемпион США среди мужчин.
В основном играл на позиции третьего.
В его честь назван юниорский турнир The Bert Payne Junior Bonspiel, который проводится в кёрлинг-клубе Duluth Curling Club (Дулут)

## Достижения
- Чемпионат мира по кёрлингу среди мужчин: бронза (1964).
- Чемпионат США по кёрлингу среди мужчин: золото (1964).

## Команды
| Сезон   | Четвёртый    | Третий       | Второй         | Первый         | Турниры             |
| ------- | ------------ | ------------ | -------------- | -------------- | ------------------- |
| 1944—45 | Берт Пэйн    | Боб Мэги мл. | Bob Magie Sr   | Martin MacLean | [ 7 ]               |
| 1946—47 | Боб Мэги мл. | Берт Пэйн    | Bob Magie Sr   | W.A. Sanford   | [ 7 ]               |
| 1954—55 | Боб Мэги     | Берт Пэйн    | Расс Барбер    | Tyndal Palmer  | [ 7 ]               |
| 1963—64 | Боб Мэги     | Берт Пэйн    | Расселл Барбер | Бриттон Пэйн   | ЧСША 1964 · ЧМ 1964 |

(скипы выделены полужирным шрифтом)

## Частная жизнь
Его сын Бриттон (Бритт) Пэйн — тоже кёрлингист, в 1964 играл в одной команде с отцом на чемпионатах США и мира.
Вне кёрлинга работал менеджером загородного клуба.